# Malpighia umbellata
Malpighia umbellata är en tvåhjärtbladig växtart som beskrevs av Joseph Nelson Rose. Malpighia umbellata ingår i släktet Malpighia och familjen Malpighiaceae. Inga underarter finns listade i Catalogue of Life.